# نامناسب (فیلم ۱۹۷۳)
نامناسب (به هندی: Anhonee) و غیرممکن (به انگلیسی: Impossible) فیلمی هندی محصول سال ۱۹۷۳ و به کارگردانی راوی تاندون است. در این فیلم بازیگرانی همچون سانجیو کومار، لینا چانداوارکار، بیندو، رحمان، آسرانی، کامینی کاشال و ساتین کاپو ایفای نقش کرده‌اند.